# Slavomir Tsankov
Slavomir Tsankov; (en búlgaro: Славомир Цанков), (Sofía, Bulgaria, 1949-), político, profesor y periodista búlgaro. Excandidato para las elecciones de 1992 y de 1996. Fue uno de los fundadores del Movimiento Tercera Era, posteriormente ingresó a la Unión de Fuerzas Democráticas.
En 1989 estuvo preso por el régimen comunista y formó ahí una colectividad denominada Iniciativa Radoy, luego pasó al Movimiento de los Ciudadanos "273". Se hizo famoso como líder de Movimiento Tercera Era, por el cual fue candidato en dos oportunidades a la presidencial de Bulgaria. Pasó luego a formar parte de la Unión de Fuerzas Democráticas.
En las elecciones presidenciales de 1992, logró 50.248 votos correspondientes al 0,99% de los sufragios. En las elecciones de 1996 obtuvo 22.724 votos (0,5%).